# Adolf Hoel

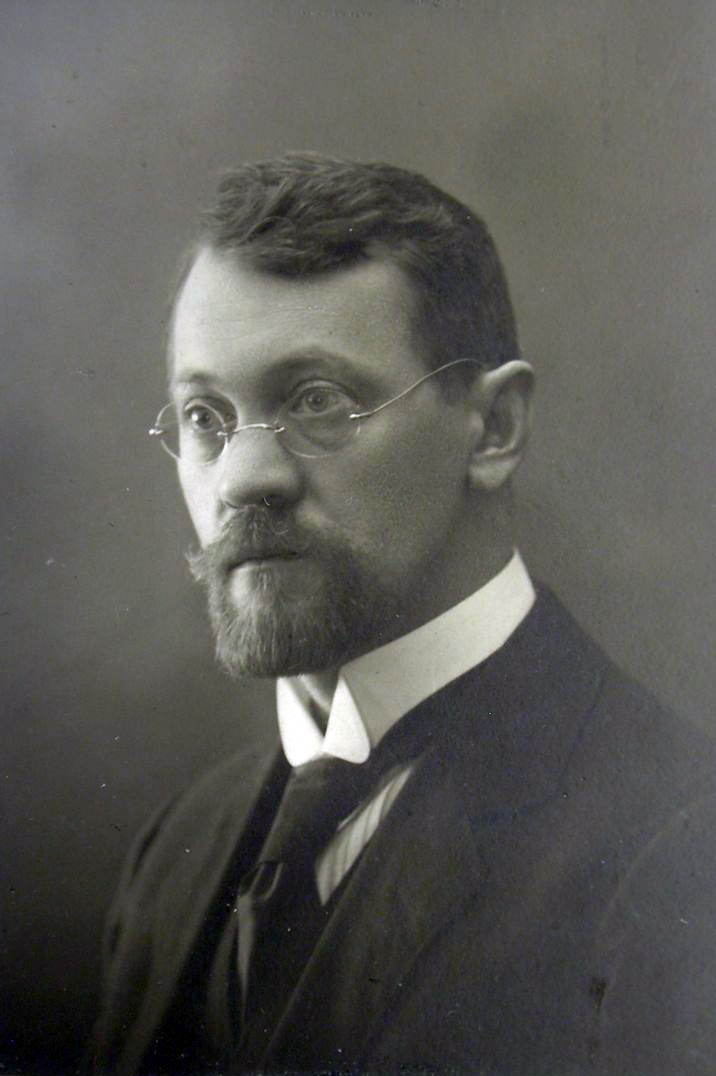
Adolf Hoel 1911

Adolf Hoel (* 15. Mai 1879 in Sørum; † 19. Februar 1964 in Oslo) war ein einflussreicher norwegischer Geologe und Polarforscher. Er war der führende Polarforscher Norwegens zu Beginn des 20. Jahrhunderts und war maßgeblich daran beteiligt, dass Norwegen die Souveränität über Svalbard und das Königin-Maud-Land zugesprochen wurde. Er war auch an der norwegischen Besetzung des Eirik Raudes Land in Ost-Grönland von 1931 bis 1933 beteiligt. 1928 gründete er das Norges Svalbard- og Ishavs-undersøkelser (NSIU), das heutige Norwegische Polarinstitut. Hoel war Professor, Prorektor und Rektor der Universität Oslo.
Das Mineral Hoelit ist nach ihm benannt.

## Leben

### Kindheit und Ausbildung
Adolf Hoel besuchte für zwei Jahre das Gymnasium und immatrikulierte sich 1897 an der Universität Oslo. Er selbst finanzierte seine Ausbildung durch Unterricht, den er in verschiedenen Schulen der Hauptstadt erteilte. Von 1897 bis 1904 studierte er Mathematik, Geographie, Geologie, Botanik und Zoologie. Seine Noten waren sehr gut.
An der Universität kam Hoel in Kontakt mit den bedeutenden norwegischen Geologen Amund Helland (1846–1918) und Waldemar Christofer Brøgger und nicht zuletzt mit dem Konservator Peter Annæus Øyen (1863–1932). Diese Bekanntschaften waren für Hoels Entwicklung zum Geologen wichtig. Zu Helland und Øyen entwickelte er in der Folgezeit eine freundschaftliche Beziehung.

### Svalbard
Im Jahr 1907 unternahm Adolf Hoel mit dem Geologen Gunnar Isachsen eine Expedition zum nordwestlichen Teil von Svalbard. Die Expedition wurde vom Fürsten Albert I. von Monaco finanziert. Der Fürst stellte auch sein Forschungsschiff Prinzessin Alice II zur Verfügung. Nach dieser Expedition reiste Hoel jeden Sommer nach Spitzbergen, bis 1925 Norwegen die Souveränität über die Inselgruppe erhielt. Zu Beginn arbeitete er als Geologe für Isachsen. Später übernahm er mehr Verantwortung in der Organisation von Expeditionen und wurde nach etwa 1915 die treibende Kraft hinter der Forschung auf Svalbard. Hoel musste sich jedes Jahr um die Mittel für seine Expeditionen bemühen.
Nachdem Svalbard unter norwegische Souveränität gekommen war, hatte Hoel Probleme, die weitere Finanzierung der Erforschung Inselgruppe sicherzustellen. Im Jahr 1928 gründete er das Norges Svalbard- og Ishavs-undersøkelser (NSIU, der Vorgänger des Norsk Polarinstitutt), das vom Staat finanziell unterstützt wurde. Hoel organisierte auch später noch mehrere Expeditionen nach Spitzbergen, darunter wichtige Kartographieprojekte Ende der 1930er Jahre. Hoel war 1939 letztmals auf Spitzbergen im Zusammenhang mit der Planung für einen norwegischen Eisbrecher.

### Grönland
Gegen Ende der 1920er Jahre wurde Noel zu einer zentralen Figur der norwegischen Besetzung Ostgrönlands. Im Kieler Frieden vom 14. Januar 1814 war die Gebietshoheit über Grönland an Dänemark gegangen. Norwegen hatte das zunächst akzeptiert, als Dänemark aber den norwegischen Fischern den Aufenthalt in Ostgrönland komplett verbieten wollte, besetzten Fischer dieses Gebiet. Die Operation, die von der norwegischen Regierung gebilligt war, wurde von Hoels undersøkelser offiziell unterstützt. Sowohl Norwegen als auch Dänemark versuchten, mit möglichst vielen wissenschaftlichen Ergebnissen ihren Machtanspruch zu rechtfertigen. Der Rechtsstreit wurde schließlich 1933 vom Ständigen Internationalen Gerichtshof zuungunsten Norwegens entschieden.

### Nasjonal Samling
Der verlorene Rechtsstreit Norwegens mit Dänemark vor dem Internationalen Gerichtshof in Haag (um Eirik Raudes Land) belastete Hoel sehr. Er war frustriert über viele seiner Ansicht nach ungenügend handlungsbereite Politiker, die er in erster Linie als Parteipolitiker und nicht als norwegische Patrioten ansah. Im Herbst 1933 wurde er von Vidkun Quisling besucht, der ihn für die norwegische faschistische Partei Nasjonal Samling werben wollte und ihn dafür in genau der richtigen Stimmung antraf. Hoel unterstützte die Nasjonal Samling, trat der Partei bei und kandidierte auf dem zweiten Listenplatz gleich hinter Quisling für diese Partei zu den Wahlen zum Storting im Herbst 1933. Bei der Wahl erreichte die NS knapp über zwei Prozent der Wählerstimmen und kein Abgeordnetenmandat. In der Folgezeit trug Hoel in der Partei insbesondere zur Ausarbeitung einer programmatischen Position in Arktis-/Antarktisfragen bei. Nach seinen eigenen späteren Angaben brach er mit Quisling bereits in den 1930er-Jahren, blieb allerdings über den Kriegsausbruch hinaus besonders in seinen Arbeiten an der Universität mit der Partei verbunden.

### Königin-Maud-Land
Auf eine Initiative Hoels ist es zurückzuführen, dass Norwegen Anspruch auf das Königin-Maud-Land in der Antarktis erhebt. Das Gebiet ist siebenmal größer als das Mutterland. Bei einem Besuch in Berlin im Jahre 1938 hatte Hoel erfahren, dass die Deutschen beabsichtigten, das Gebiet in der Antarktis zu annektieren, obwohl Norwegen erwiesenermaßen ältere Ansprüche darauf hätte geltend machen können. Hoel informierte das norwegische Außenministerium und erreichte, dass Norwegen am 14. Januar 1939, wenige Tage vor der Ankunft der deutschen Expedition, die offizielle Besitzerklärung aussprach. Wie alle anderen Gebietsansprüche in der Antarktis ruhen auch die norwegischen seit dem Inkrafttreten des Antarktis-Vertrags am 23. Juni 1961.

### Zweiter Weltkrieg

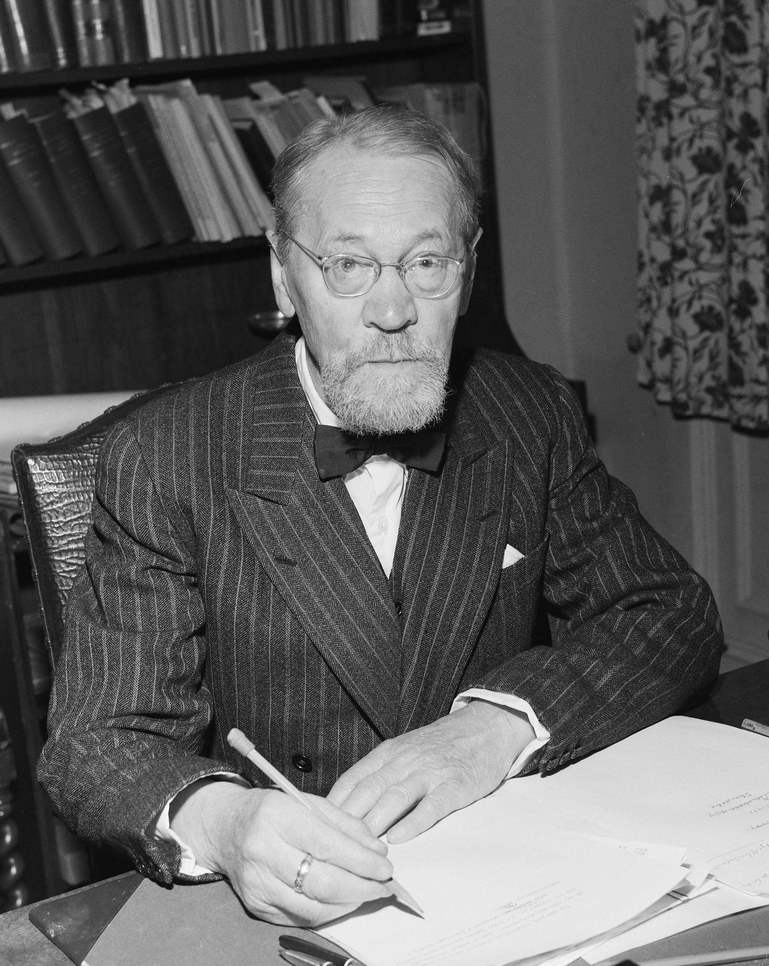
Adolf Hoel, 1958

Hoels Möglichkeiten für praktische Forschung in den Polargebieten waren im Zweiten Weltkrieg stark eingeschränkt. Er war seit 1940 ordentlicher Professor an der Universität in Oslo, eine damals bedeutendere Stellung als heute, denn jede Abteilung der Universität hatte in der Regel nur einen Professor. 1941 wurde Hoel von der deutschen Besatzungsmacht zuerst als Stellvertretender Rektor und dann als Rektor der Universität Oslo eingesetzt. Er arbeitete in dieser Zeit als führender Spion für die deutsche Abwehr und leitete zusammen mit Paul Burckhardt und Vitalis Pantenburg die skandinavische Sektion des deutschen Geheimdienstes. Daneben setzte er sich für die in deutsche Gefangenschaft geratenen Studenten seiner Hochschule ein.

### Nach dem Krieg
Im Mai 1945 wurde Hoel zunächst im Gefangenenlager Ilebu (vormals Grini fangeleir) interniert und kam erst im April 1946 frei. Erst im Mai 1949 kam seine Strafsache mit dem Vorwurf des Landesverrats vor Gericht. Er wurde zu 18 Monaten Gefängnis verurteilt. Hauptanklagepunkte waren seine Mitgliedschaft in der Nasjonal Samling und dass er sich von der Besatzungsmacht hatte zum Rektor der Universität ernennen lassen.
Mit dem Ende des Krieges verlor Hoel alle seine Ämter und seine Anstellung. Er wurde aus mehreren Organisationen ausgeschlossen und verlor den Sankt-Olav-Orden, den er im Jahre 1938 erhalten hatte. Dies war ein schwerer Schlag für ihn, und er verbrachte viel Zeit damit, bei den betroffenen Organisationen um Verständnis für sein Verhalten zu werben. Unter anderem veröffentlichte er 1951 Et oppgjør med landsmenn (Abrechnung mit Landsleuten). Darin erklärt er die Motive hinter den Aktionen während des Krieges. Er veröffentlichte auch eine Reihe von Artikeln akademischen oder politischen Inhalts in verschiedenen Zeitschriften.
In den 1950er Jahren wurde Hoel gebeten, für das Norwegische Polarinstitut Svalbards Geschichte zu schreiben. Das Werk wurde zwischen 1966 und 1967 posthum in drei Bänden veröffentlicht.
Adolf Hoel wurde im Dezember 1963 bei einem Unfall lebensgefährlich verletzt. Er starb im Februar 1964 im Krankenhaus. Das Gebirge Hoelfjella in der Antarktis trägt seinen Namen.

## Schriften (Auswahl)
- Frostisen. Det norske geografiske selskabs aarbok 1906–1907. Kristiania 1907, S. 127–151.
- An unknown bit of Norway. In: The Geographical Journal. 34(1), 1909, S. 59–61.
- Geologiske iagttagelser paa Spitsbergensekspeditionerne 1906 og 1907. In: Norsk Geologisk Tidsskrift. 1(11), 1909, S. 1–28.
- Fra Okstinderne. In: Årbok for Den Norske Turistforening. 1909, S. 102–115.
- Okstinderne. Fjeldgrunden og bræerne. In: Norges Geologiske Undersøkelser. årbok 1910.
- Etnas siste utbrudd. In: Naturen. nr 7–8, 1910, S. 193–209.
- En slædetur paa Spitsbergen under ritmester Isachsens ekspedisjon i 1909. In: Årbok for Den Norske Turistforening. 1912, S. 1–33.
- Litt om kul, verdens kulforbruk og kulforraad. In: Naturen. 41, 1917, S. 160–171, 210–218.
- Om ordningen av de territoriale krav på Svalbard. In: Norsk Geografisk Tidsskrift. B. 2. 1928, S. 1–24.
- The Norwegian Svalbard Expeditions 1906–1926 – Resultater av de Norske statsunderstøttede Spitsbergenekspedisjoner. (= Skrifter om Svalbard og Ishavet. nr. 1). Jacob Dybwad, Oslo 1929.
- Krassin-ferden. In: I G. Hovdenak: Roald Amundsens siste ferd. Gyldendal, Oslo 1934.
- Report on the activities of Norges Svalbard- og Ishavs-undersøkelser 1927–1936. (= Skrifter om Svalbard og Ishavet. nr. 73). Jacob Dybwad, Oslo 1937.
- Norges Livsrom. I Det Nye Norge. B. III, Oslo 1944.
- Report on the activities of Norges Svalbard- og Ishavs-undersøkelser 1936–1944. (= Skrifter. nr. 88). Jacob Dybwad, Oslo 1945.
- Da Svalbard ble norsk land – og noen betraktelser i forbinnelse hermed. Polarårboka, 1950.
- Et oppgjør med landsmenn. Minerva Forlag, Oslo 1951.
- Flateinnholdet av breer og snøfonner i Norge. Norsk Polarinstitutt, Meddelelse, nr. 76, 1953.
- Hjalmar Johansens deltagelse i ekspedisjoner etter Framferden 1896. In: B. Henriksen: Polfareren Hjalmar Johansen og Skien. Eget forlag 1961.
- Svalbard. Svalbards historie 1596–1965. 3 Bände. Oslo 1966–1967.
- Mitt liv i og for polartraktene. John Griegs Forlag, Oslo 1977.
- Universitetet under okkupasjonen. John Griegs Forlag, Oslo 1978.